# 九龙塘站 (贵州)
九龙塘站是位于中國贵州省遵义市桐梓县新站镇的一个铁路车站，有川黔铁路经过，邮政编码563205，与周边的村庄通过山村公路联系。车站建于1965年，1992年扩建第三条股道，现仅办理客运业务，每日有一对慢车停靠。车站及其上下行区间均已电气化，上行距离重庆站214公里、下行与大河坝站区间路段为大河坝展线，设有5座桥梁、11座隧道:499。车站隶属成都铁路局遵义车务段管辖，是五等站。

## 车站结构
九龙塘站站场部分位于九龙塘大桥上。大桥长500米、设12孔，最大跨径24米，高45.92米:499。站内设有3条股道，坡度6‰。
- 使用姚体的车站站牌
- 站台
- 位于九龙塘大桥上的股道
- 九龙塘大桥及站房
- 上行咽喉侧的避难线